# Małgorzata Lisiewicz
Małgorzata Lisiewicz (ur. 28 maja 1963 w Gdańsku) – polska historyk sztuki, muzealnik i kuratorka wystaw, doktor nauk humanistycznych. W latach 2001–2003 dyrektor Centrum Sztuki Współczesnej „Łaźnia”, w latach 2015–2018 dyrektor Muzeum Sopotu.

## Życiorys
Absolwentka historii sztuki na Uniwersytecie im. Adama Mickiewicza w Poznaniu i Center for Curatorial Studies w Nowym Jorku. W 2000 ukończyła studia doktoranckie na Uniwersytecie Chicagowskim. W latach 1994–1996 była kierownikiem Działu Wystaw w Państwowej Galerii Sztuki w Sopocie. W 2001 objęła stanowisko dyrektora CSW „Łaźnia” po odwołanej Anecie Szyłak. Funkcję tę pełniła do 2003. W 2015 wygrała konkurs i została powołana przez prezydenta Sopotu Jacka Karnowskiego na stanowisko dyrektora Muzeum Sopotu, funkcję tę piastowała do 2018. Obecnie jest niezależnym kuratorem.